# 이와부치 구마지로
이와부치 구마지로(岩淵熊次郎, 1892년 ~ 1926년 9월 30일)는 일본의 살인자이다.

## 인물
이와부치는 현재의 다코정에서 수레꾼으로 생계를 유지하고 있었는데, 이와부치는 마을 사람들의 일을 적극적으로 돕거나 하여 마을 사람들의 신뢰를 샀다. 반면 여성 편력이 심했다고 한다.

## 오니구마 사건
1926년에 이와부치는 한 여성과 가까워졌으나 이 여성에게는 이미 내연 관계의 남성이 있었고, 이와부치의 지인인 스가누마(菅沼)가 여성과 내연남 사이를 접근시키려는 목적으로 이와부치의 과거 잘못을 낱낱이 들춰내 경찰에 신고, 이와부치는 체포되고 만다. 그러나 약 3개월 뒤 집행유예로 풀려난 이와부치는 사건의 전모를 알게 되어 격노하여 여성과 내연남, 스가누마를 모두 살해하고 달아난 뒤 자살했다.